# Vindbelgjarfjall
Beim Vindbelgjarfjall (529 m), auch Vindbelgur oder Belgjarfjall genannt, handelt es sich um einen vulkanischen Berg am nördlichen Ufer des Sees Mývatn in Nordost-Island.

## Geologie
Der Vulkan Vindbelgjarfjall ist Teil des Vulkansystems des nahe gelegenen Zentralvulkans Krafla.
Er ist ein Palagonitkegel und entstand somit in einem oder mehreren Ausbrüchen an derselben Ausbruchsstelle unter einem Eiszeitgletscher.

## Wandern
Eine etwa dreiviertelstündige Wanderung führt vom Parkplatz am See westlich des Bauernhofs Vagnbrekka auf den Berg, wobei man einem markierten Wanderweg folgt.

## Einzelnachweise

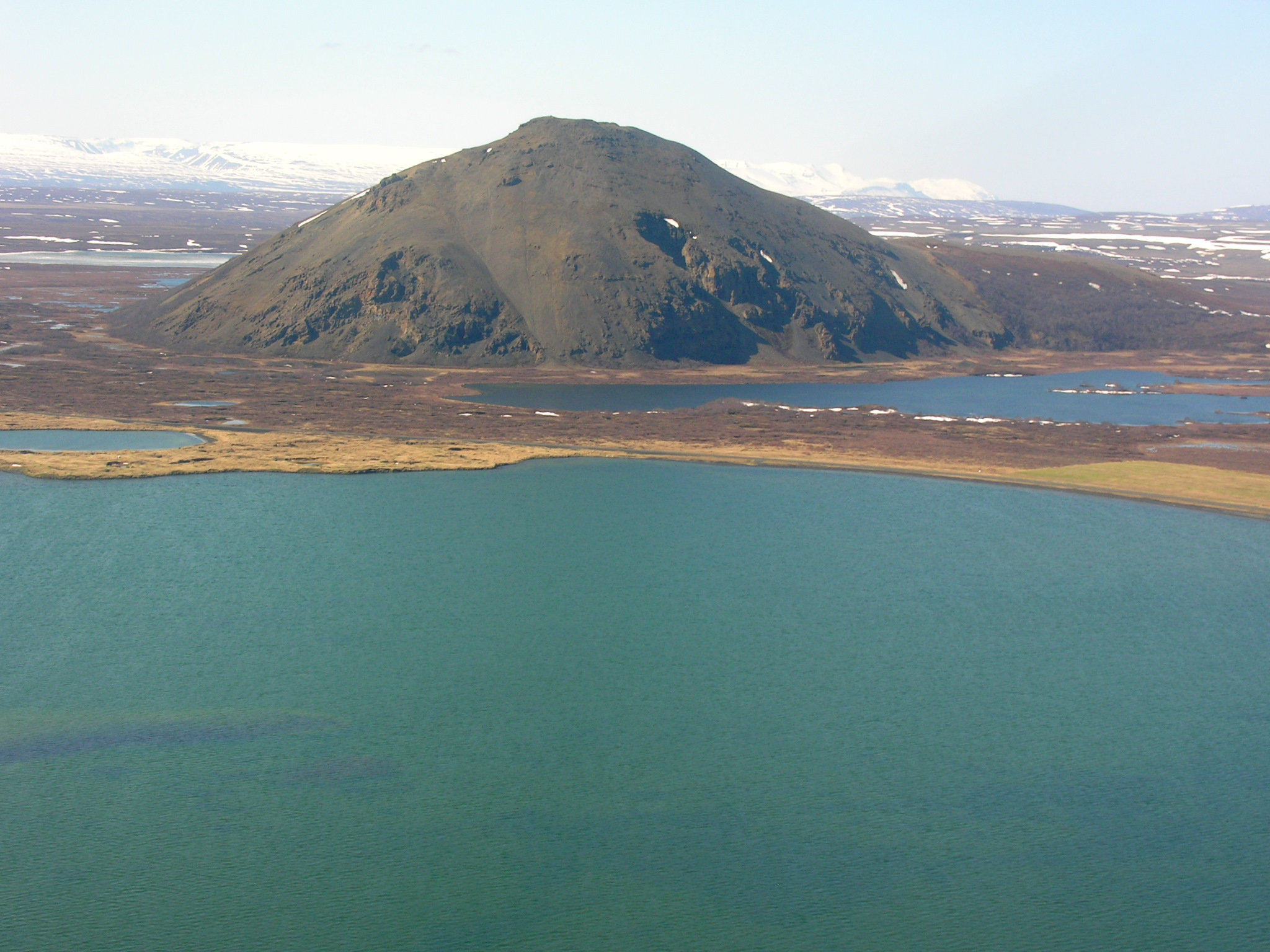
Vindbelgjarfjall